# مركبة إنزال دبابات
كانت مركبة إنزال الدبابات أو زورق إنزال الدبابات، (بالإنجليزية: Landing craft tank أوTank landing craft) وتختصر إلى (LCT) و(TLC) عبارة عن مركبة هجومية برمائية لإنزال الدبابات على رؤوس الجسور. طورتها البحرية الملكية في البداية ثم البحرية الأمريكية بعد ذلك خلال الحرب العالمية الثانية عبر سلسلة من الإصدارات. كانت تعرف في البداية باسم (TLC) من قبل البريطانيين، الذين تبنوا التسمية الأمريكية (LCT) لاحقاً. واصلت الولايات المتحدة بناء مركبات إنزال الدبابات بعد الحرب، واستخدمتها تحت مسميات مختلفة في حربي كوريا وفيتنام.

## وصلات خارجية
- Photo archive organized by individual ship
- World War II Landing Craft Tanks
- Landing Craft of New York Shipbuilding
- Memories of Landing Craft
- Landing Craft Tank Squadron by Lt-Cdr. Maxwell Miller
- LCT Mk.5 production line at Bison Shipyard
- US Navy, Prints 1942, Tank Landing Craft, mark 2 and 3
- US Navy, ONI 226, Allied Landing Craft and Ships, April 1944